# Metone (Pieria)
Metone (in greco Μεθώνη?, Methōnī, o Μεθώνη Πιερίας, Methōnī Pierias) è un ex comune della Grecia nella periferia della Macedonia Centrale di 3946 abitanti secondo i dati del censimento 2001.
È stato soppresso a seguito della riforma amministrativa, detta Programma Callicrate, in vigore dal gennaio 2011 ed è ora compreso nel comune di Pydna-Kolindros.
Fu fondata come colonia greca da Eretria nell'VIII secolo a.C.